# Emlyn Williams
Pour les articles homonymes, voir Williams.
Emlyn Williams est un acteur, dramaturge, scénariste et réalisateur britannique, né le 26 novembre 1905 à Mostyn (pays de Galles) et mort le 25 septembre 1987 à Londres (Angleterre).

## Biographie

### Jeunesse et études
Emlyn Williams naît le 26 novembre 1905 à Mostyn dans le comté de Flintshire (Galles du Nord). Son père, Richard Williams, est épicier, sa mère Mary Williams, bonne. Il est l'aîné d'une fratrie de trois enfants.
Ne parlant que gallois jusqu'à l'âge de huit ans, il est remarqué par Sarah Grace Cooke, professeur de français (qui servira de modèle au personnage de Miss Moffat dans la pièce Le blé est vert) à  Holywell où Williams est envoyé étudier en 1915. Durant sept ans, elle l'encourage et finance même un voyage de trois mois en Haute-Savoie afin de parfaire son français. À 17 ans, il obtient une bourse pour intégrer le collège Christ Church à Oxford où il étudie le français et l'italien.
En 1926, durant ses études universitaires, il fait une dépression nerveuse attribuée à une déception sentimentale vis-à-vis d'un camarade. Sarah Cooke l'encourage à écrire en guise de thérapie. Williams rejoint à cette époque la troupe théâtrale Oxford University Dramatic Society (OUDS) pour laquelle il écrit sa première pièce, Full Moon, créée en 1927 à l'Oxford Playhouse.

### Mort
Emlyn Williams meurt le 25 septembre 1987 dans son appartement de Dovehouse Street, à Londres, à l'âge de 81 ans,, d'un cancer de l'intestin. Il est incinéré au crématorium de Golders Green.

### Vie privée
Emlyn Williams épouse en 1935 l'actrice Mary Marjorie O'Shann (dite Molly O'Shann), morte en 1970. Le couple a deux enfants : Alan (1935-2020), et Brook (1938-2005), qui deviendront respectivement écrivain et acteur.
Il est également le parrain de l'actrice américaine Kate Burton, fille de Richard Burton.
Emlyn Williams se définissait comme bisexuel. De 1981 à 1986, il a notamment entretenu une liaison avec le journaliste américain Albert N. Williams, rencontré lors des représentations de son seul-en-scène sur Charles Dickens au Northlight Theatre de Chicago.

## Filmographie
(en tant qu'acteur sauf précisions)

### Cinéma
- 1932 : The Frightened Lady (en) de T. Hayes Hunter : Lord Lebanon
- 1932 : Sally Bishop (en) de T. Hayes Hunter : Arthur Montague
- 1933 : Hommes de demain (Men of Tomorrow) de Zoltan Korda et Leontine Sagan : Horners
- 1933 : Vendredi 13 (Friday the Thirteenth) de Victor Saville : William Blake - également scénariste
- 1934 : Road House (en) de Maurice Elvey : Chester
- 1934 : My Song for You de Maurice Elvey : Theodore Bruckner
- 1934 : Prima Donna (Evensong) de Victor Saville : George Leary
- 1934 : The Iron Duke de Victor Saville : Bates
- 1934 : Toujours vingt ans (Evergreen) de Victor Saville - uniquement scénariste
- 1935 : City of Beautiful Nonsense (en) d'Adrian Brunel : Jack Grey
- 1935 : The Divine Spark (en) de Carmine Gallone - uniquement scénariste
- 1935 : Le Dictateur (The Dictator)  de Victor Saville : Charles VII de Suède
- 1936 : Le Lys brisé (Broken Blossoms) de John Brahm : Chen - également scénariste
- 1937 : I, Claudius de  Josef von Sternberg : Caligula (inachevé)
- 1938 : Night Alone (en) de Thomas Bentley : Charles Seaton
- 1938 : They Drive by Night d'Arthur B. Woods : Shorty Matthews
- 1938 : La Citadelle (The Citadel) de King Vidor : Owen
- 1938 : Dead Men Tell No Tales (en) de David MacDonald : Dr Headlam - également scénariste
- 1939 : La Taverne de la Jamaïque (Jamaica Inn) d'Alfred Hitchcock : Harry le colporteur
- 1940 : Sous le regard des étoiles (The Stars Look Down) de Carol Reed : Joe Gowlan
- 1940 : Le Dernier Témoin (Girl in the News) de Carol Reed : Tracy
- 1941 : You Will Remember de  Jack Raymond : Bob Slater
- 1941 : La Commandante Barbara (Major Barbara) de Gabriel Pascal : Snobby Price
- 1941 : This England de David MacDonald : Appleyard - également scénariste
- 1942 : Le Chapelier et son Château (Hatter's Castle) de Lance Comfort : Dennis
- 1949 : The Last Days of Dolwyn (en) d'Emlyn Williams : Rob - également scénariste
- 1951 : Three Husbands (en) d'Irving Reis : Maxwell Bard
- 1951 : Le Foulard (The Scarf) d'Ewald André Dupont : Dr David Dunbar
- 1951 : La Boîte magique (The Magic Box) de John Boulting : le directeur de la banque
- 1951 : Jezebel (Another Man's Poison) d'Irving Rapper : Dr Henderson
- 1952 : Ivanhoé de Richard Thorpe (Ivanhoe) : Wamba
- 1955 : L'Autre Homme (The Deep Blue Sea) d'Anatole Litvak : Sir William Collyer
- 1958 : L'Affaire Dreyfus (I Accuse!) de José Ferrer : Émile Zola
- 1959 : Fils de forçat (Beyond This Place) de Jack Cardiff : Enoch Oswald
- 1959 : Cargaison dangereuse (The Wreck of the Mary Deare) de Michael Anderson : Sir Wilfred Falcett
- 1962 : La Chambre indiscrète (The L-Shaped Room) de Bryan Forbes : Dr Weaver
- 1964 : La Force des ténèbres (Night Must Fall) de Karel Reisz - uniquement scénariste
- 1967 : Le Mystère des treize (Eye of the Devil) de J. Lee Thompson : Alain de Montfaucon
- 1970 : The Walking Stick (en) d'Eric Till : Jack Foil

### Télévision
- 1964 : The Great War (série télévisée) : Lloyd George (voix)
- 1967 : The Magic of Charles Dickens : Charles Dickens
- 1969 : David Copperfield (en) de Delbert Mann : Mr. Dick
- 1982 : Deadly Game de George Schaefer : Bernard Laroque
- 1983 : Emlyn Williams as Charles Dickens de Colin Clark : Charles Dickens
- 1985 : Past Caring de Richard Eyre : Edward

## Écrits

### Théâtre
- 1927 : Full Moon
- 1930 : A Murder Has Been Arranged
- 1933 : The Late Christopher Bean, adaptation de Prenez garde à la peinture de René Fauchois
- 1934 : Spring 1600
- 1935 : Night Must Fall
- 1937 : He Was Born Gay[6], pièce sur le Dauphin, fils de Louis XVI
- 1938 : The Corn Is Green
- 1940 : The Light of Heart
- 1941 : The Morning Star
- 1942 : Yesterday’s Magic
- 1943 : Un mois à la campagne d'après Ivan Tourgueniev
- 1944 : The Druid's Rest
- 1945 : The Wind of Heaven
- 1946 : Dear Evelyn
- 1947 : Trespass
- 1950 : Accolade
- 1951 : Emlyn Williams as Charles Dickens
- 1952 : Bleak House
- 1953 : Someone Waiting
- 1957 : Beth
- 1977 : Saki
- 1980 : Dylan Thomas Growing Up
- 1986 : Cuckoo, version révisée de Beth

### Romans
- Beyond Belief: A Chronicle of Murder and its Detection (1968)
- Headlong (1980)

### Autobiographies
- George: An Early Autobiography (1961)
- Emlyn: An Early Autography, 1927-1935 (1973)

## Distinctions
- 1949 : diplôme honorifique de l'Université du pays de Galles[7]
- 1962 : commandeur de l'Empire britannique (CBE)[8]

### Sélections
- Mostra de Venise 1949 : en compétition officielle pour The Last Days of Dolwyn

## Adaptations
Plusieurs pièces et romans d'Emlyn Williams ont été adaptés au cinéma : 
- La Force des ténèbres (Night Must Fall), film américain de Richard Thorpe d'après la pièce-homonyme, sorti en 1937 ;
- Life Begins at Eight-Thirty, film américain d'Irving Pichel d'après la pièce The Light of Heart, sorti en 1942 ;
- Le blé est vert (The Corn Is Green), film américain d'Irving Rapper d'après la pièce-homonyme, sorti en 1945 ;
- Temps sans pitié (Time Without Pity), film britannique de Joseph Losey d'après la pièce Someone Waiting, sorti en 1957 ;
- Das Leben beginnt um acht, film allemand de Michael Kehlmann d'après la pièce The Light of Heart, sorti en 1962 ;
- La Force des ténèbres (Night Must Fall), film britannique de Karel Reisz d'après la pièce-homonyme, sorti en 1964 ;
- Le blé est vert (The Corn Is Green), téléfilm américain de George Cukor d'après la pièce-homonyme, diffusé en 1979 ;
- King Ralph, film américain de David S. Ward (1991, d'après le roman Headlong, sorti en 1991 ;